# Muyaka bin Haji
Muyaka bin Haji al-Ghassaniy, ou Muyaka bin Haji, né en 1776, mort en 1840, est un poète et scribe du sultanat de Mombasa (aujourd’hui Kenya).